# Schwerin (Brandenburgia)
Schwerin – gmina w Niemczech w kraju związkowym Brandenburgia, w powiecie Dahme-Spreewald, wchodzi w skład Związku Gmin Schenkenländchen.